# 203.ª Divisão de Infantaria (Alemanha)
A 203ª Divisão de Infantaria (em alemão:203. Infanterie-Division) foi uma unidade militar que serviu no Exército alemão durante a Segunda Guerra Mundial.

## Comandantes
| Comandante                     | Data                                            |
| ------------------------------ | ----------------------------------------------- |
| Generalleutnant Max Horn       | 21 de outubro de 1944 - 18 de novembro de 1944  |
| Generalleutnant Wilhelm Thomas | 18 de novembro de 1944 - 26 de dezembro de 1944 |
| Generalleutnant Fritz Gädicke  | 26 de dezembro de 1944 - ? de março de 1945     |

## Oficiais de operações
| Major Gerhard Mischner | outubro de 1944 - novembro de 1944     |
| Major Kurt Pahl        | 10 de novembro de 1944 - abril de 1945 |

## Área de operações
| Frente Oriental, setor central | outubro de 1944 - março de 1945 |